# Bosquerola de Cuba occidental
La bosquerola de Cuba occidental ( Teretistris fernandinae ) és un ocell de la família dels teretístrids (Teretistridae).

## Hàbitat i distribució
Habita la malesa del bosc i matolls de Cuba occidental, incloent l'illa de la Juventud.